# J&T Private Equity Group
J&T Private Equity Group je private eqity společnost se sídlem na Kypru. Vznikla v roce 2013 vyčleněním nebankovních aktiv ze skupiny J&T, která se přetvořila na J&T Finance Group SE. Společnost měla odštěpný závod v České republice.
Společnost měli při jejím vzniku vlastnit Patrik Tkáč (19,9 %), Ivan Jakabovič, Jozef Tkáč, Mário Hoffmann, Branislav Prieložný, Igor Rattaj, Peter Korbačka a Martin Fedor (všichni 9,9 %) a Miloš Badida a Jarmila Jánošová (oba 5,4 %) Mário Hoffmann svůj podíl v červenci 2015 prodal.

## Vlastněné a financované společnosti
Společnost má spoluvlastnit nebo financovat mj. tyto společnosti:
- Energetický a průmyslový holding a.s. – konglomerát se zaměřením na energetiku (Evropa)
- EP Industries – průmyslový konglomerát (Česko)
- Best Hotel Properties, a.s. – provozování hotelů (Slovensko, Česko, Rusko)
- Tatry mountain resorts, a.s. – budování a provoz lyžařských rezortů a hotelů a development (Slovensko, Polsko, Česko)
- J&T Real Estate Limited – developer (Slovensko, Česko)
- JOJ Media House – mediální společnost, mj. vlastník TV JOJ (Slovensko)
- AC Sparta Praha fotbal a. s. – sport (Česko)
- Petrol, d.d. – distribuce pohonných hmot (země bývalé Jugoslávie)

### J&T Real Estate

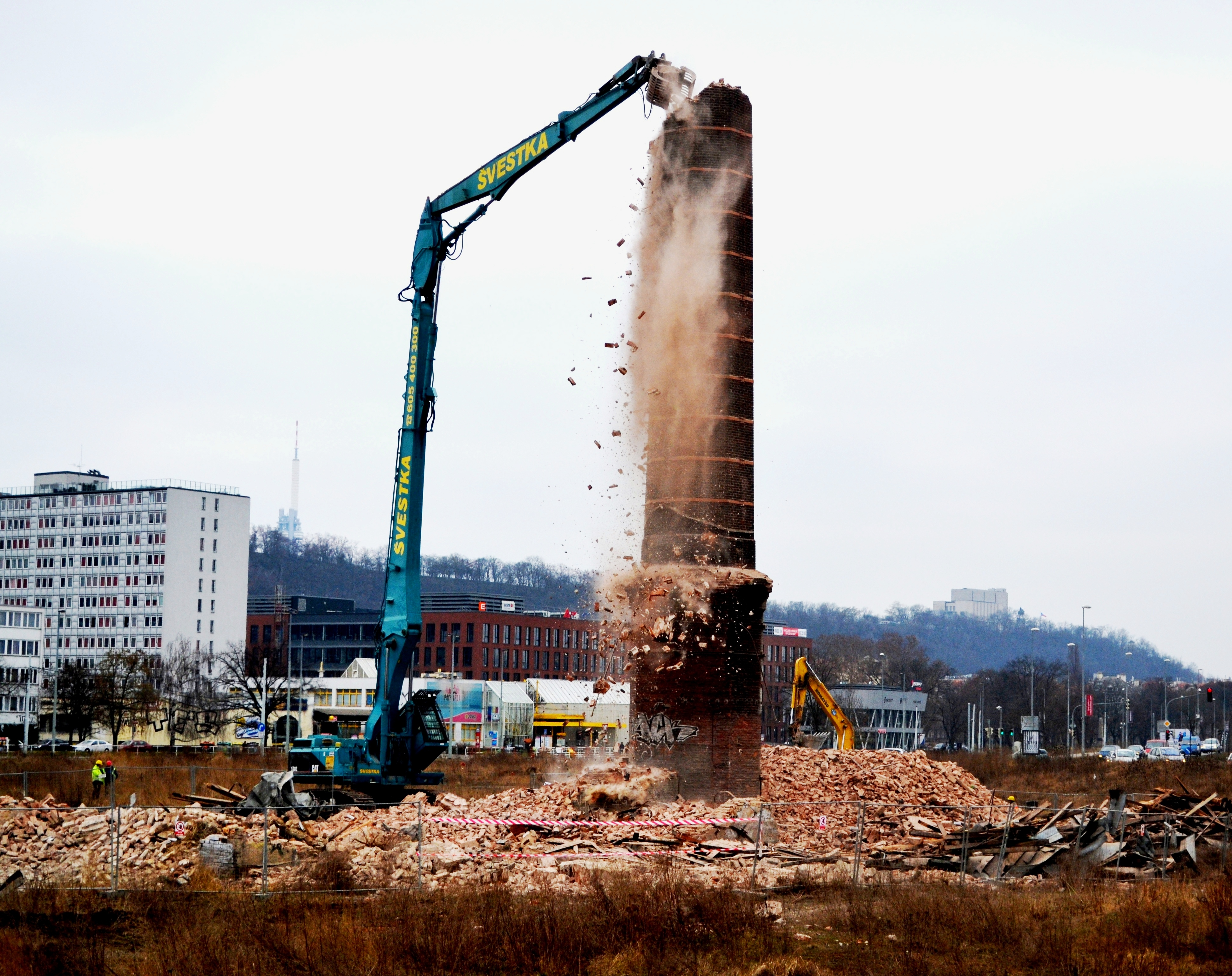
Demolice bývalé Rustonky (2014)

Do povědomí Pražanů se společnost J&T Real Estate zapsala mimo jiné demolicí areálu První akciové strojírny v pražském Karlíně, nejstarší továrny v Praze, známé rovněž pod názvem Rustonka. Areál bývalé továrny založené roku 1832, která sloužila dlouhá léta jako opravna tramvají Elektrických podniků královského hlavního města Prahy, koupila společnost J&T s od města s příslibem, že na místě zůstane stát budova kotelny s charakteristickým šestibokým komínem. Ta měla dostat nové využití, třeba jako pizzerie či restaurace s pivnicí. V letech 2007 a 2008 došlo k demolici většiny objektů mimo kotelnu, která na pozemku bez údržby zůstala stát. Během následujících let společnost projekt, který původně prezentovala, změnila, přičemž s budovou staré kotelny v něm již nepočítala. Nový projekt byl schválen pražskými památkáři pod vedením Jana Kněžínka. 1.3.2014 došlo s odkazem na údajnou nebezpečnost budovy k bleskové demolici historického objektu kotelny. Společnost k tomu měla všechna potřebná povolení vydané stavebním úřadem Prahy 8, neboť snaha hlavního města Prahy o zapsání budovy mezi kulturní památky neuspěla, a projekt, který již s využitím kotelny nepočítal, byl již dříve schválen.
Na místě bývalé továrny má podle aktuálních plánů společnosti J&T z března 2014 vyrůst kancelářský komplex.

### Bývalé investice
- Pivovary Lobkowicz Group, a.s. – pivovarnictví (Česko), podíl 22,22 % byl v 30. května 2017 prodán skupině CEFC[8]
- Unipetrol – petrochemický průmysl (Česko)[9]